# L'Olivier (Grèce)
Pour les articles homonymes, voir L'Olivier (homonymie) et Elia.
L’Olivier, de son nom complet Olivier - Alignement démocratique, (en grec : Ελιά / Eliá, Ελιά – Δημοκρατική Παράταξη / Eliá – Dimokratikí Parataxi) est le nom d'une coalition électorale grecque formée en mars 2014 en vue des élections européennes de 2014 autour du PASOK.

## Composition
Cette coalition rassemble les partis suivants :
- Mouvement socialiste panhellénique (PASOK)
- Accord pour la nouvelle Grèce (el)
- Grèce dynamique (en)
- Gauche réformiste
- Nouveaux réformistes
- État 2012
- 2e Initiative

## Résultats électoraux

### Élections européennes
| Année | Voix    | %      | Sièges | Rang | Groupe |
| ----- | ------- | ------ | ------ | ---- | ------ |
| 2014  | 458 403 | 8,02 % | 2 / 21 | 4e   | S&D    |